# 多産
| ウィキペディアには「多産」という見出しの百科事典記事はありません（タイトルに「多産」を含むページの一覧/「多産」で始まるページの一覧）。 代わりにウィクショナリーのページ「多産」が役に立つかもしれません。 |